# Яковенщина-Горовая (Шишацкий район)
Яковенщина-Горовая (укр. Яковенщина-Горова) — село,
Великобузовский сельский совет,
Шишацкий район,
Полтавская область,
Украина.
Код КОАТУУ — 5325780509. Население по переписи 2001 года составляло 2 человека.

## Географическое положение
Село Яковенщина-Горовая находится на расстоянии в 1,5 км от сёл Тищенки и Великая Бузова.